# Gambit (comics)
Pour les articles homonymes, voir Gambit.
Remy LeBeau, alias Gambit est un super-héros évoluant dans l'univers Marvel de la maison d'édition Marvel Comics. Créé par le scénariste Chris Claremont et le dessinateur Jim Lee, le personnage de fiction apparaît pour la première fois dans le comic book Uncanny X-Men Annual #14  en juillet 1990 puis dans Uncanny X-Men #266 en août 1990.
Gambit est un mutant qui a fait partie de l'équipe des X-Men.

## Biographie du personnage

### Jeunesse et débuts
Remy LeBeau naît à La Nouvelle-Orléans en Louisiane. Enlevé de l'hôpital où il est né, il est remis à l'Antiquaire (Antiquary) en cadeau. L'enfant est qualifié comme « Le Diable Blanc » (en français dans le texte), croyant qu'il a été prophétisé pour unir les guildes des voleurs et des assassins de la Nouvelle-Orléans, alors en guerre. Peu de temps après, l’enfant est confié aux soins du Fagan's Mob, une bande de voleurs de rue qui l’élèvent et lui apprennent les voies du vol à la tire.
Après avoir vécu comme orphelin dans la rue, à 10 ans Rémy tente de faire les poches de Jean-Luc LeBeau, alors patriarche de la Guilde des voleurs. Jean-Luc sort le garçon de la rue et l'adopte dans sa propre famille. 
Les capacités mutantes de Remy de charge bio-cinétique se manifestent au début de son adolescence. Il garde cependant ses pouvoirs secrets face à sa famille et ses amis, les exerçant à l'abri des regards indiscrets.
Plus tard au cours de son adolescence, il est embauché par Mister Sinistre, celui-ci étant déguisé sous l'identité du Dr Nathaniel Essex. Essex voulait récupérer ses journaux volés du programme Weapon X. Remy et la Guilde des voleurs acceptent la mission et envoient Remy pour récupérer lesdits journaux. Debout dans le froid au Canada, surveillant les installations de l'organisation Weapon X, Remy ne supporta pas le froid et jura qu'il volerait une longue veste élégante à La Nouvelle-Orléans après la mission, ce qu'il fit. En entrant dans l’installation, Remy voit le mutant Wolverine s'échapper de son expérimentation sur l'adamantium et trouve les journaux intimes. Il rentre chez lui, seulement pour trouver une Guilde des voleurs et Essex déçus.
Il épouse Bella Donna Boudreaux, la fille du leader de la guilde ennemie, la Guilde des assassins. Ce mariage, censé instaurer la paix entre les deux clans, occasionne une trêve de courte durée : Julien, le frère de Bella Donna qui désapprouvait ce mariage, est mortellement blessé par LeBeau au cours d'un duel. Afin d'éviter une guerre ouverte entre les deux guildes, Remy est chassé de La Nouvelle-Orléans.

### Parcours
Remy LeBeau passe les années suivantes à voyager à travers le monde et à peaufiner ses talents de voleur, aidé par ses pouvoirs mutants.
De passage au Caire, il rencontre la mutante Tornade qui tente de fuir le Roi d'ombre et survit en tant que pickpocket. Avec l'aide de LeBeau, Ororo réussit à échapper à l'emprise maléfique du Roi d'ombre. Il se voit alors offrir la chance d'intégrer l'équipe des X-Men et porte comme nom de code Gambit.
Dès les premiers instants au sein de l'équipe, LeBeau est attiré par la mutante Malicia. Hélas, le flirt se transforme en amour platonique, étant donné les pouvoirs particuliers de sa « fiancée ».
Au fil des épisodes, Gambit révèle posséder un lourd passé. Son secret le plus honteux a été partiellement révélé lors de l'histoire du Procès de Gambit : embauché par Mister Sinistre pour rassembler et conduire le groupe des Maraudeurs, Sinistre les charge de détruire les Morlocks, des mutants ayant choisi de vivre dans les sous-sols abandonnés et les égouts de New York. La seule personne qu'il réussit à sauver est Sarah, la future Marrow.
À la suite de cette révélation, Malicia l'abandonne en Antarctique. Ils se remettent ensuite ensemble, et sont proches d'être tués par le mystérieux Vargas, l'assassin de Psylocke. Comme Malicia et lui n'ont plus de pouvoirs, ils peuvent entreprendre une véritable relation amoureuse.
Blessé au cours d'un combat, il perd la vue mais la récupère peu après.
Toujours amoureux de Malicia, les deux essaient de suivre une « thérapie » menée par Emma Frost pour pouvoir s'aimer comme ils le veulent. Mais une nouvelle élève, Foxx, tente de séduire Gambit. C'est en fait Mystique, voulant prouver à Malicia que son ami est un raté, créant le personnage de Foxx pour le séduire. Elle finit par révéler la vérité à Gambit, puis prend l'apparence de Malicia pour le convaincre de coucher avec elle. On ignore s'il l'a fait.
Lors du retour d'Apocalypse, Gambit trahit apparemment les X-Men et devient Mort, l'un des Quatre Cavaliers du redoutable mutant. Il s'avère qu'il l'a fait seulement pour saboter les plans d'Apocalypse, mais sa personnalité est altérée par celui-ci. À la disparition d'Apocalypse, Gambit s'enfuit avec Feu du soleil (le nouveau Famine).

### Messiah Complex
Il opère son grand retour lors de la saga ayant un rapport avec le complexe du Messie (dans l'histoire X-Men: Messiah Complex (en)) avec son apparence d'antan, Apocalypse l'ayant transformé à la suite de sa trahison.
L'ancien X-Man se retrouve opposé à ses anciens compagnons d'armes, dans la recherche du premier bébé mutant né depuis le jour M, jour où la Sorcière rouge, fille de Magnéto, réduisit grâce à ses pouvoirs une grande partie de la population mutante.
Dans sa quête, il s'associe aux Maraudeurs sous la houlette de son pire ennemi, Mister Sinistre. À l'issue de cette saga, on découvre en fait que le « Diable Blanc » s'était associé à ses pires ennemis uniquement pour sauver Malicia, victime d'une maladie qui la condamnait à une mort certaine. Son intervention permettra le sauvetage de sa bien-aimée mais la belle lui demandera de ne pas la suivre, avant de quitter les X-Men.
Il accompagne le Professeur Xavier, présumé mort par les X-Men et l'aide à recouvrer les bribes de sa mémoire perdue, à la suite d'une balle reçue dans la tête lors du Complexe du messie. Par la suite, il l'aide à retrouver Malicia et rentre avec eux à San Francisco alors que débute le crossover Utopia. Durant la bataille finale, Gambit détruit la machine Oméga. On s'aperçoit alors qu'il dispose toujours des pouvoirs conférés par Apocalypse.

## Pouvoirs, capacités et équipement
Remy LeBeau est un mutant capable de faire emmagasiner aux objets qu'il touche de l'énergie cinétique, puisant dans l’énergie potentielle contenue par n’importe quel objet. Ceux-ci se transforment alors en armes qui, lancées, explosent violemment au contact de leur cible. Plus l'objet lancé est gros, plus l'explosion est importante. Par contre, il est incapable d’utiliser son pouvoir pour charger ainsi des êtres vivants.
Gambit utilise fréquemment des cartes à jouer pour activer son pouvoir, car ce sont des objets qui se chargent le plus rapidement et qui sont très maniables ; il utilise aussi un bâton télescopique. Il est par ailleurs expert dans le lancer des petits objets (couteaux, clous, cartes à jouer, etc.) avec une adresse extrême et est un voleur et un pickpocket accompli.
Il parle plusieurs langues, dont l'anglais et le français cajun. À l'origine, Gambit était un fumeur. Mais, du fait de la politique de Marvel Comics contre le tabagisme, ce trait de caractère disparut totalement. Ses yeux sont particulièrement sensibles à la lumière ; s’il est exposé directement à une lumière vive, il peut être alors être atteint de cécité temporaire.
- Sa capacité à puiser dans les énergies lui donne également une agilité et une adresse surhumaines, tout en créant une interférence statique qui protège son esprit de la détection et de l’infiltration, même celle opérée par les plus puissants télépathes[1].
- Il est formé dans plusieurs arts martiaux, notamment la savate et le style bōjutsu, utilisant son bâton télescopique pour le combat rapproché. C'est un excellent combattant au corps à corps, appliquant des techniques de combat de rue et d'acrobaties.
- Il semble aussi posséder un pouvoir de séduction assez redoutable envers la gent féminine, mais également une sorte de charme hypnotique surnaturel qui lui permet d’influencer grandement les esprits conscients. Ce pouvoir lui permet de convaincre d’autres personnes de la véracité de ce qu’il raconte afin que celles-ci tombent d’accord avec ses suggestions ; cependant, les esprits dotés d’une volonté puissante peuvent résister à cette faculté de persuasion[1].

Après avoir a été opéré chirurgicalement au cerveau par Mr Sinistre, ses pouvoirs furent remodelés, atteignant leur potentiel naturel. Gambit était alors capable d’utiliser son pouvoir simplement en regardant un objet, le chargeant en énergie par la pensée, et pouvait aussi le faire sur les tissus vivants. Il pouvait également manipuler la puissance de cette énergie libérée, voire exercer un certain degré de contrôle dans le temps, mais il perdit ces nouvelles capacités durant son combat contre le Nouveau Fils.
À la suite de sa transformation en cavalier Mort par Apocalypse, il pouvait exercer un contrôle sur les gaz empoisonnés et en produire de nouveaux à partir de matériaux divers. Par exemple, il pouvait changer l’air ambiant en gaz mortel, mais plus le gaz s’éloignait de lui, plus il perdait de sa toxicité. Il était aussi capable de faire pourrir ses ennemis sur place. Lorsqu'il utilisait ce pouvoir, sa peau devenait noire et ses cheveux blancs.
Pendant un certain temps, alors qu’il était devenu aveugle, il avait développé une capacité à prédire le futur en utilisant ses cartes de tarot. Depuis qu’il a retrouvé la vue, il n’a plus fait la preuve de ce talent.

## Apparitions dans d'autres médias

### Cinéma

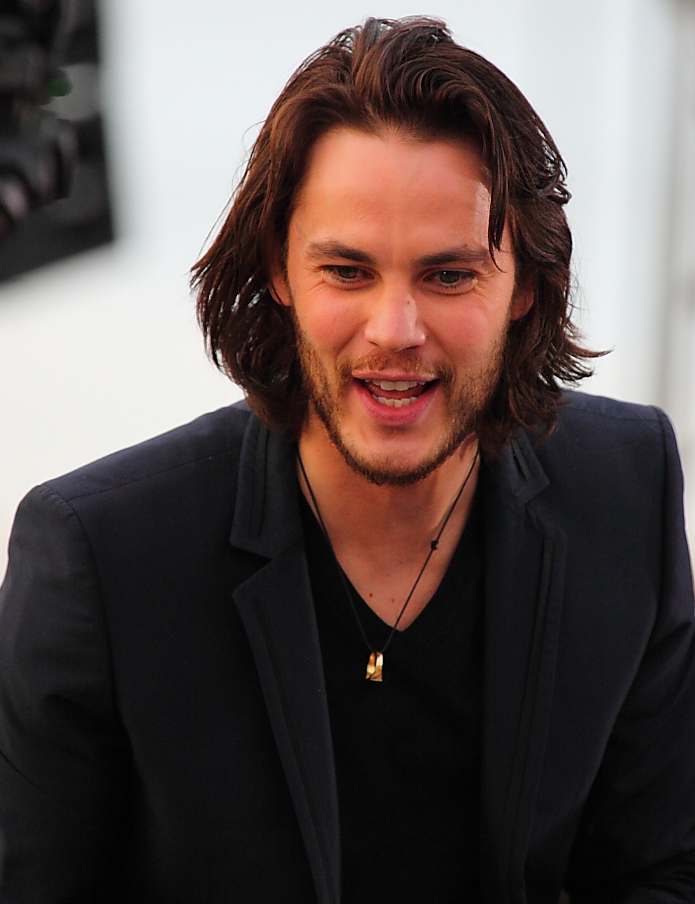
L'acteur Taylor Kitsch incarne pour la première fois le personnage dans le film X-Men Origins: Wolverine.

Le personnage est incarné au cinéma par l'acteur Taylor Kitsch dans le film X-Men Origins: Wolverine (2009) de Gavin Hood.
Un film solo, avec Channing Tatum dans le rôle-titre, a longtemps été en développement avec, pendant un temps, la présence de Doug Liman à la réalisation.
Cependant, Channing Tatum aura l'occasion de jouer ce rôle dans le film Deadpool et Wolverine, avec une apparence rigoureusement identique à celle des comics. Référence au fait que son film solo n'aie jamais vu le jour, il est selon lui né dans le Vortex. Il parle avec un très fort accent cajun (en VF, un français très soutenu), et fait partie d'un petit groupe de résistance mené par Laura/X23, aux côtés d'Elektra et Blade.

### Séries animées
Le personnage apparait dans les séries télévisées d'animation X-Men, X-Men: Evolution, Wolverine et les X-Men et X-Men ’97.

### Jeux vidéo
Gambit apparaît également dans un grand nombre de jeux vidéo.
- 1993 : Spider-Man and the X-Men in Arcade's Revenge
- 1994 : X-Men: Mutant Apocalypse
- 1995 : X-Men 2: Clone Wars
- 1996 : X-Men vs. Street Fighter
- 2000 : Marvel vs. Capcom 2: New Age of Heroes
- 2000 : X-Men: Mutant Academy
- 2001 : X-Men: Mutant Academy 2
- 2004 : X-Men Legends
- 2005 : X-Men Legends II : L'Avènement d'Apocalypse
- 2009 : Marvel: Ultimate Alliance 2
- 2011 : X-Men: Destiny
- 2011 : Marvel Super Hero Squad Online (en)
- 2012 : Marvel Avengers Alliance (en)
- 2013 : Marvel Heroes
- 2013 : Lego Marvel Super Heroes